# Euroscaptor micrura
Euroscaptor micrura là một loài động vật có vú trong họ Talpidae, bộ Soricomorpha. Loài này được Hodgson mô tả năm 1841.